# Saint-Germain-sous-Doue
Saint-Germain-sous-Doue är en kommun i departementet Seine-et-Marne i regionen Île-de-France i norra Frankrike. Kommunen ligger i kantonen Rebais som tillhör arrondissementet Provins. År 2022 hade Saint-Germain-sous-Doue 553 invånare.

## Befolkningsutveckling
Antalet invånare i kommunen Saint-Germain-sous-Doue
| Referens: INSEE |